# Tavaszi forrásfű
A tavaszi forrásfű (Montia fontana) a szegfűvirágúak (Caryophyllales) rendjébe, ezen belül a Montiaceae családjába tartozó növényfaj.

## Előfordulása
Európában inkább a hegyvidékeken él, helyenként nem ritka. A síkvidékeken szórványosan fordul elő. Igen alakgazdag faj, melyet számos alfajra osztottak. Megkülönböztetésük nehéz, többnyire mikroszkópos vizsgálatot igényel. Az Antarktiszon kívül az összes többi kontinensen megtalálható. Afrika északi és keleti részein is él. Ázsiában, Törökországtól északra Szibériáig, délre Indonéziáig található meg. Pápua Új-Guineában, Ausztráliában és Új-Zélandon is fellelhető. Észak-Amerikában és Dél-Amerika északnyugati részein is őshonos. Azokon a helyeken, ahol nem volt megtalálható, betelepítették. Magyarországon Nyugat-Dunántúlon és az Alföld keleti részén található meg.

## Alfajai
- Montia fontana subsp. amporitana Sennen
- Montia fontana subsp. chondrosperma (Fenzl) Walters
- Montia fontana subsp. variabilis Walters

## Megjelenése
Egyéves növény. Felálló szárú szárazföldi alakjai gyepes növekedésűek, a vízi alakok gazdagon elágazó szárai heverők vagy lebegők. A levelek átellenesen állnak, hosszúkás lándzsa vagy keskeny lapát alakúak, legfeljebb 20 milliméter hosszúak. A 3-4 milliméter széles virágok jelentéktelenek, kevés virágú bogernyőkben vagy a levélhónaljakban egyesével nyílnak, hosszú kocsányúak. Az 5 szirom tövén csőszerűen összenőtt, közülük kettő kissé hosszabb.

## Életmódja
A tavaszi forrásfű gyors folyású, mészben szegény patakok, forráslápok, vizesárkok lakója, de pocsolyákban, szántóföldek nedves barázdamélyedéseiben is megjelenik.
A virágzási ideje májustól szeptember végéig tart.

## Képek

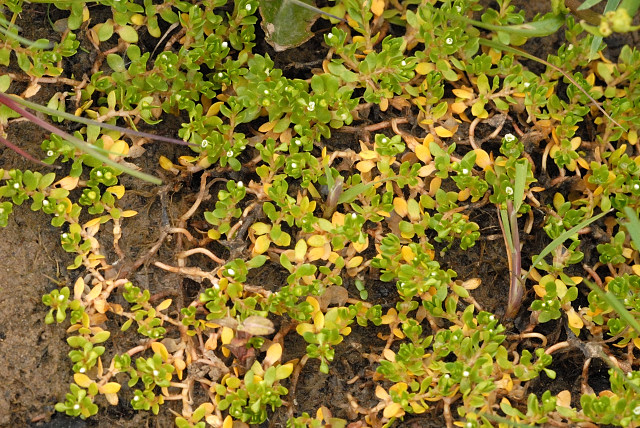
A növény
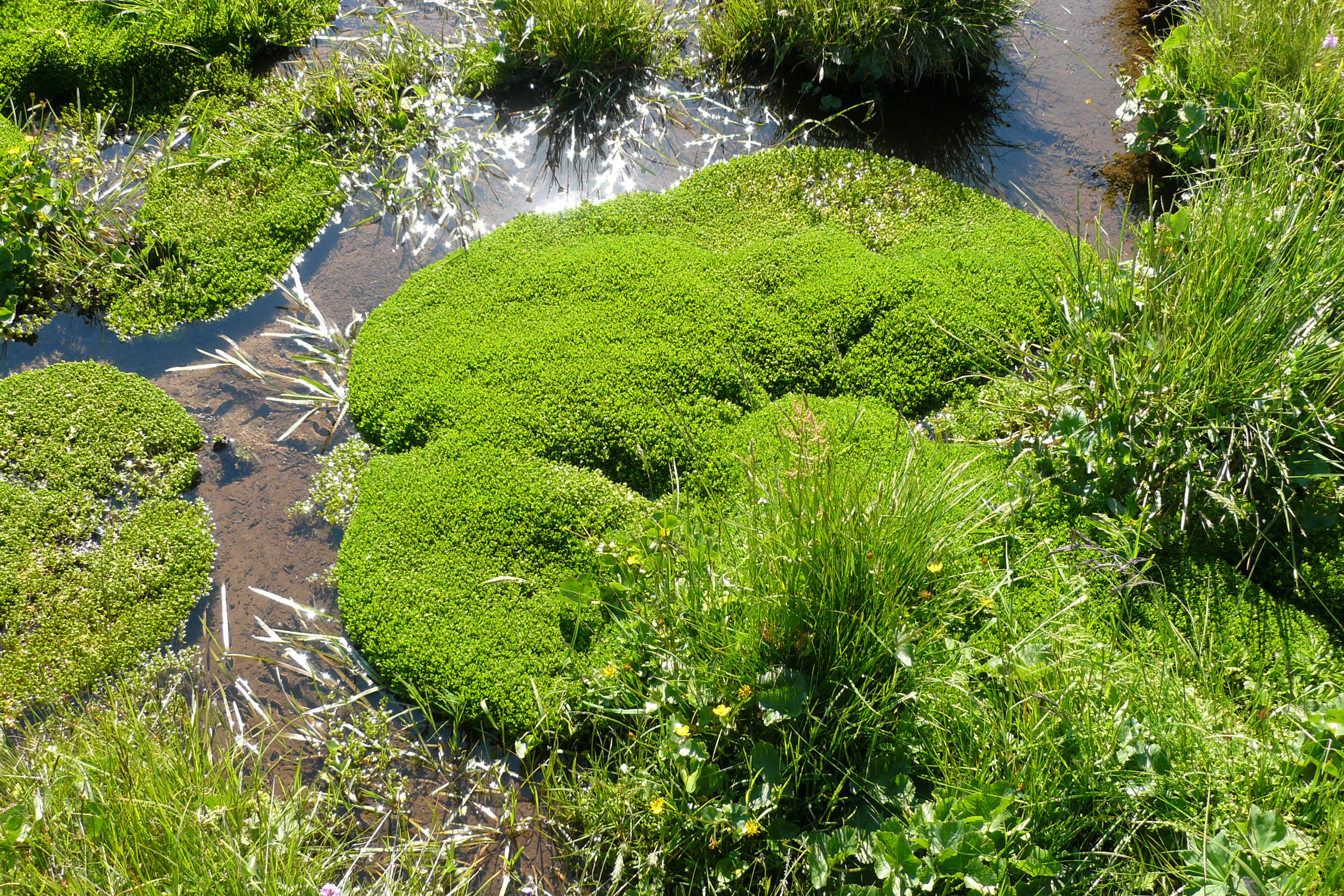
telepe
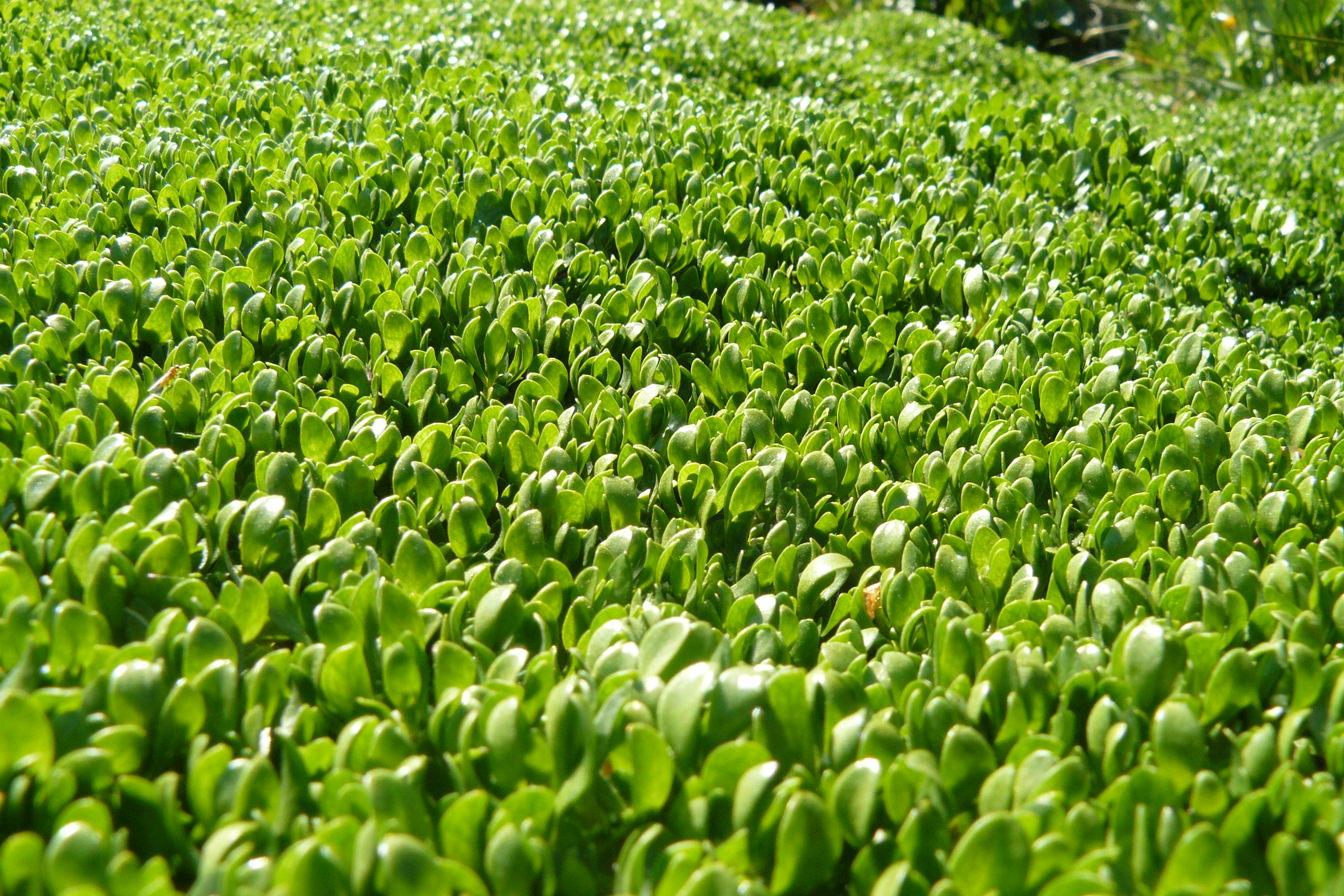
Közelebbről
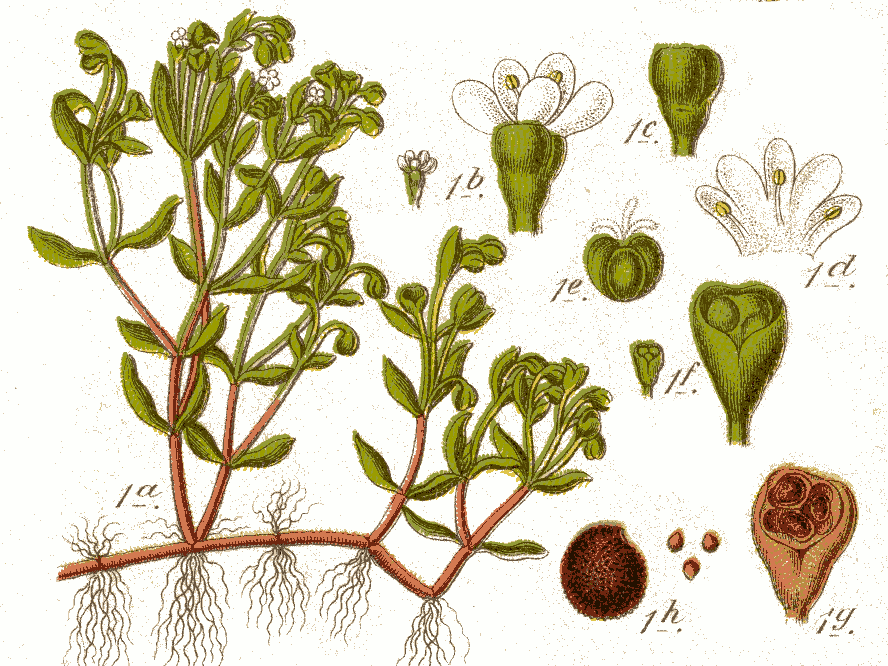
Rajz a növényről
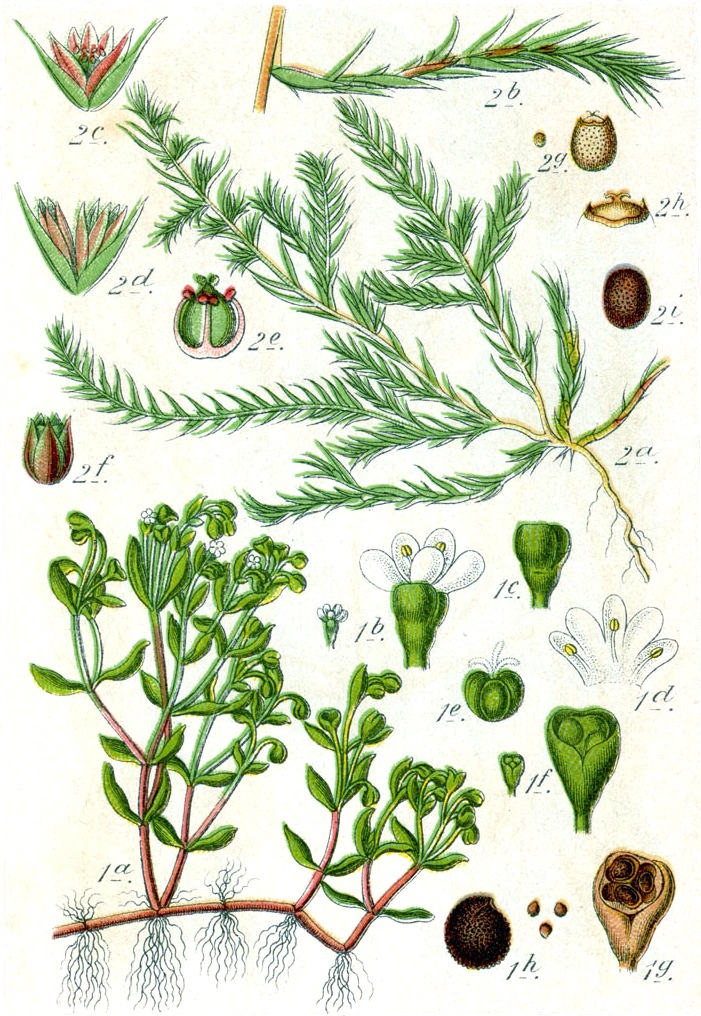
Rajz a ''Montia fontana subsp. chondrospermáról